# Giant Baba
Shōhei Baba (馬場 正平, Baba Shōhei) (né le 23 janvier 1938 à Sanjō et mort le 31 janvier 1999 à Tokyo), plus connu sous le nom de Giant Baba (ババ・ザ・ジャイアント, Jaianto Baba) est un joueur de baseball, un catcheur, promoteur et entraîneur de catch japonais.
Joueur de baseball au lycée, il devient professionnel à 17 ans et joue en ligue mineure japonaise chez les Kawasaki Giants puis chez les Yomiuri Giants jusqu'en 1959.
Élève de Rikidōzan, il commence sa carrière de catcheur à la Japan Wrestling Association et reste dans cette fédération jusqu'en 1971. Il y devient le catcheur vedette après la mort de son mentor fin 1964 remportant notamment le championnat poids lourd international de la National Wrestling Alliance (NWA), le titre majeur individuel de la Japan Wrestling Association, à trois reprises. Il est aussi le vainqueur du tournoi World League,le tournoi individuel annuel de la Japan Wrestling Association, de 1966 à 1972.
En 1972, il fonde l'All Japan Pro Wrestling (AJPW), qui devient l'une des principales fédérations de catch du Japon.

## Jeunesse et carrière de joueur de baseball
Baba grandit à Sanjō et est atteint d'acromégalie. Il fait partie de l'équipe de baseball du lycée de Sanjō Jitsugyo au poste d'attrapeur. À 17 ans, il quitte le lycée et signe un contrat avec les Yomiuri Giants. Il fait une saison en ni-gun, la ligue mineure japonaise, en 1956 chez les Kawasaki Giants où il obtient le titre de lanceur de l'année. La saison suivante, il intègre l'équipe des Yomiuri Giants. Il n'y joue que trois matchs en 1957 et arrête sa carrière en 1959 à la suite de multiples blessures et d'une opération au cerveau pour retirer une masse,,.

## Carrière de catcheur

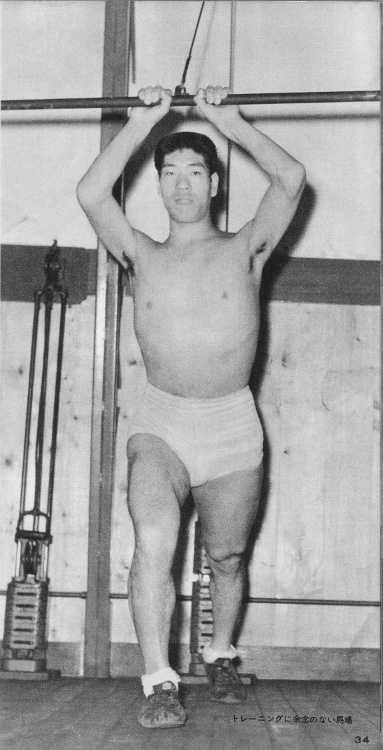
Giant Baba dans les années 1960.

### Japan Wrestling Association (1960-1971)
Il commence à s'entraîner auprès de Rikidōzan en avril 1960 et a comme camarade d'entraînement Kanji Inoki. Il fait son premier combat à la Japan Wrestling Association (JWA) le 30 septembre qu'il perd face à Yunetaro Tanaka.
En 1961, il part en Amérique du Nord où il lutte dans diverses fédérations tout en continuant son apprentissage avec Fred Atkins et The Great Togo comme entraîneur. Les promoteurs américains ont alors l'habitude de demander aux catcheurs japonais d'être des heel tricheurs jetant du sel au visage de leurs adversaires. Mais quand ils voient arriver Baba ils lui demander d'être l'antagoniste dans ses combats mais d'agir comme un géant inamovible. Au cours de son passage, il affronte la plupart des catcheurs vedettes du début des années 1960 comme Antonino Rocca ou encore Bobo Brazil. Durant le mois de février 1964, il obtient trois matchs de championnat dans des fédérations majeures qui se concluent tous par des défaites. Le premier le 8 février face à Lou Thesz pour le championnat du monde poids lourd de la National Wrestling Alliance (NWA) à Détroit. Il est ensuite à New York au Madison Square Garden pour affronter Bruno Sammartino le 17 février pour le championnat du monde poids lourd de la World Wide Wrestling Federation. Trois jours après son combat face à Sammartino, il est à Los Angeles pour affronter Freddie Blassie pour le championnat du monde poids lourds de la Worldwide Wrestling Associates.
À son retour au Japon, la JWA est en crise après la mort de Rikidōzan. Les nouveaux dirigeants de la JWA décide de faire de Baba le catcheur vedette car Baba se distingue de son mentor et des autres catcheurs japonais par un style différent plus proche de celui des catcheurs américains de l'époque,. Il est d'abord l'équipier de Toyonobori (en) avec qui il remporte le championnat par équipes All Asia le 29 mai 1964 après leur victoire face à Gene Kiniski et Calypso Hurricane.
C'est ainsi qu'il devient le nouveau champion intercontinental poids lourd de la National Wrestling Alliance le 24 novembre 1965 après sa victoire sur Dick the Bruiser (en) dans un match au meilleur des trois tombés.
Il meurt le 31 janvier 1999 d'une insuffisance hépatocellulaire liée à un cancer colorectal, à l'hôpital de l'université de médecine de Tokyo, dans l'arrondissement de Shinjuku. La cérémonie funéraire a lieu à Chiyoda.

## Vie privée
Baba est marié à une femme qui s'appelle Mokoto. Ils n'ont pas d'enfants. Mokoto s'implique dans la direction de la All Japan Pro Wrestling et dirige brièvement la fédération de catch qu'a fondé son mari après sa mort. Elle meurt le 14 avril 2018 à 78 ans.

## Palmarès
- All Japan Pro Wrestling (AJPW)

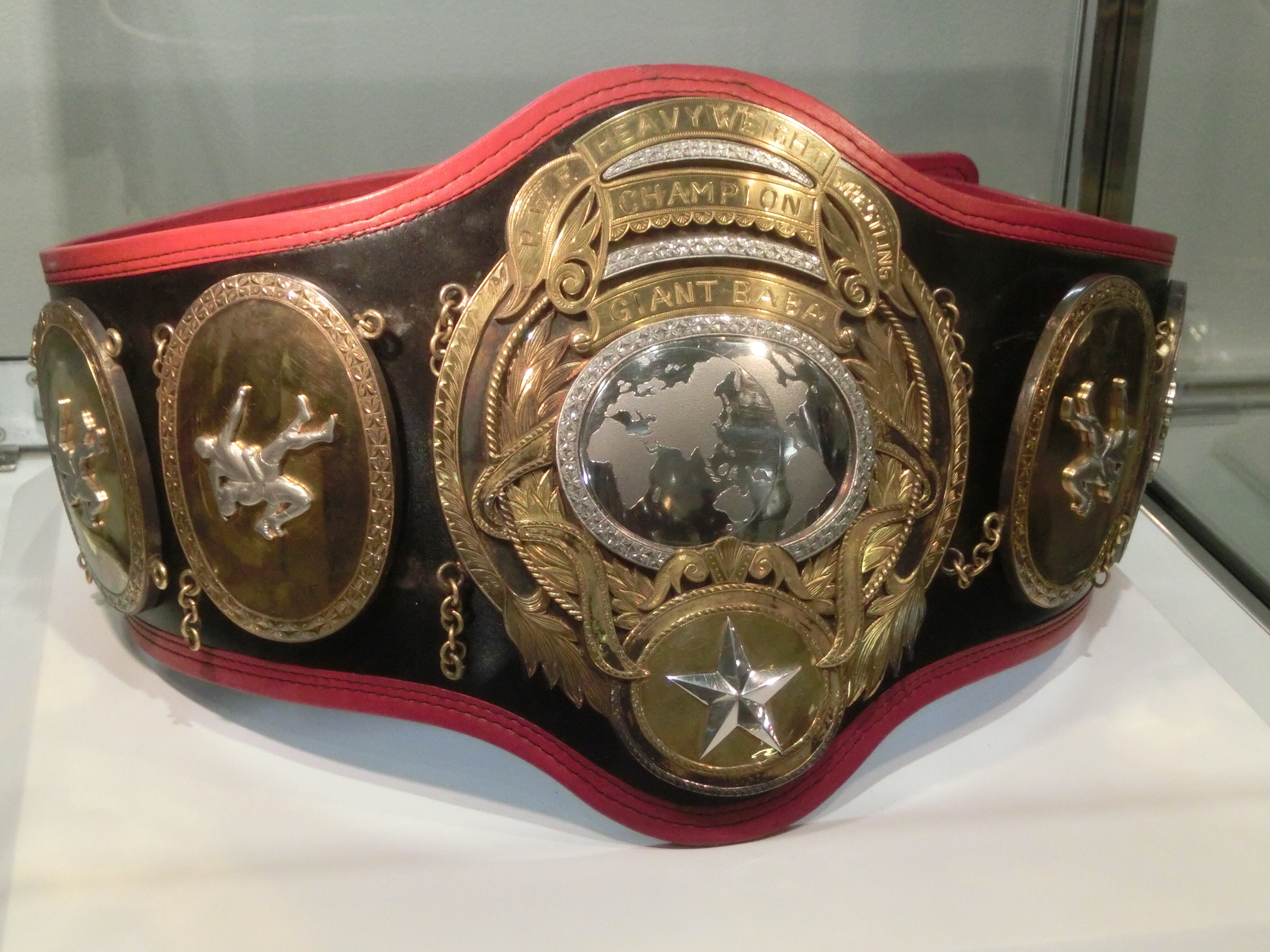
La ceinture de champion poids lourd de la Pacific Wrestling Federation avec le nom de Giant Baba gravé dessus.

  - 1 fois AJPW All Asia Heavyweight Championship
  - 6 fois NWA International Tag Team Championship avec Jumbo Tsuruta
  - 3 fois NWA World Heavyweight Championship
  - 4 fois PWF World Heavyweight Championship
  - Champion's Carnival (1973, 1974, 1975, 1977, 1978, 1981, 1982)
  - World's Strongest Tag Team League (1978, 1980) avec Jumbo Tsuruta

- Japan Wrestling Association
  - 3 fois NWA International Heavyweight Championship
  - 6 fois NWA International Tag Team Championship avec Michiaki Yoshimura (1), Antonio Inoki (4) et Seiji Sakaguchi (1)

- NWA Detroit
  - 1 fois NWA World Tag Team Championship (Detroit version) avec Jumbo Tsuruta

- Pro Wrestling Illustrated
  - Classé 10e des 100 meilleures équipes de catch en 2003 avec Jumbo Tsuruta[12]

- Professional Wrestling Hall of Fame and Museum (intronisé en 2008)

- Wrestling Observer Newsletter awards
  - 5 Star Match avec Mitsuharu Misawa et Kenta Kobashi vs. Masanobu Fuchi, Akira Taue et Toshiaki Kawada le 13 février 1994
  - Meilleur booker de 1989 à 1991[13]
  - Promoteur de l'année en 1990 et 1994[14]
  - Pire équipe de l'année en 1990 et 1991 avec André the Giant[15]
  - Wrestling Observer Hall of Fame (intronisé en 1996)